# 天水路
天水路，中国安徽省合肥市的一条西北东南向干道，得名自天水市，西北起庐阳区蒙城北路，东南至瑶海区珍珠路。天水路已建成全长11.9公里。沿路有庐阳大数据产业园、合肥市第三十中学淮合花园校区、天水公园、新站寿春实验中学、合肥市公交技工学校等。

## 轨道交通
- █ 1号线：张洼（在建）
- █ 3号线：勤劳村
- █ 4号线：十里村